# Plaza de la Independencia (Basseterre)
La Plaza de la Independencia (en inglés: Independence Square ) es un espacio público cuyo nombre se deriva de la ocasión en que el país caribeño de San Cristóbal y Nieves (o St. Kitts y Nevis) logró la independencia política del Reino Unido, el 19 de septiembre de 1983. Originalmente llamado Plaza Pall Mall (Pall Mall Square), El Gobierno la adquirió originalmente en 1750 y rápidamente se convirtió en el centro administrativo, comercial y social de Basseterre, la capital insular y nacional. La plaza fue conocida como un lugar donde funcionaba el mercado de esclavos. Los esclavos que llegaban de África estaban acuartelados temporalmente en el sótano de un edificio en el lado sur de la plaza .